# Robert Bilík
Robert Bilík (ur. 26 września 1991) – czeski bokser. W 2011 i 2013 uczestniczył w Mistrzostwach Świata oraz w Mistrzostwach Europy. W 2011 był mistrzem Czech w kategorii półśredniej, a w 2014 wicemistrzem, brązowy medalista turnieju Grand Prix z roku 2013.

## Kariera
W lipcu 2011 był uczestnikiem Mistrzostw Europy w Ankarze. W swojej pierwszej walce zmierzył się z Turkiem Abdulkadirem Kuruoğlu, przegrywając z nim na punkty (9:16). W sierpniu 2011 doszedł do ćwierćfinału turnieju im. László Pappa. W ćwierćfinale przegrał na punkty z Balazsem Bacskaiem.
Na przełomie września a października 2011 był uczestnikiem Mistrzostw Świata w Baku. W 1/32 finału pokonał przed czasem w pierwszej rundzie reprezentanta Słowacji Michala Babiaka. W 1/16 finału zmierzył się z Litwinem Egidijusem Kavaliauskasem, któremu uległ na punkty (4:15), odpadając z dalszej rywalizacji.
W czerwcu 2013 uczestniczył w Mistrzostwach Europy w Mińsku. W 1/16 finału pokonał na punkty (3:0) reprezentanta Słowacji Patrika Rajcsányi, a w 1/8 finału doznał porażki, przegrywając na punkty (0:3) z Vasile Belousem. W październiku tego samego roku był uczestnikiem Mistrzostw Świata w Ałmaty. Udział zakończył na pierwszej walce, przegrywając w 1/32 finału z Litwinem Eimantasem Stanionisem. W lutym 2014 był uczestnikiem 58. edycji turnieju im. István Bocskaia, jednak nie zajął tam miejsca na podium.